# Glaciar Fourpeaked

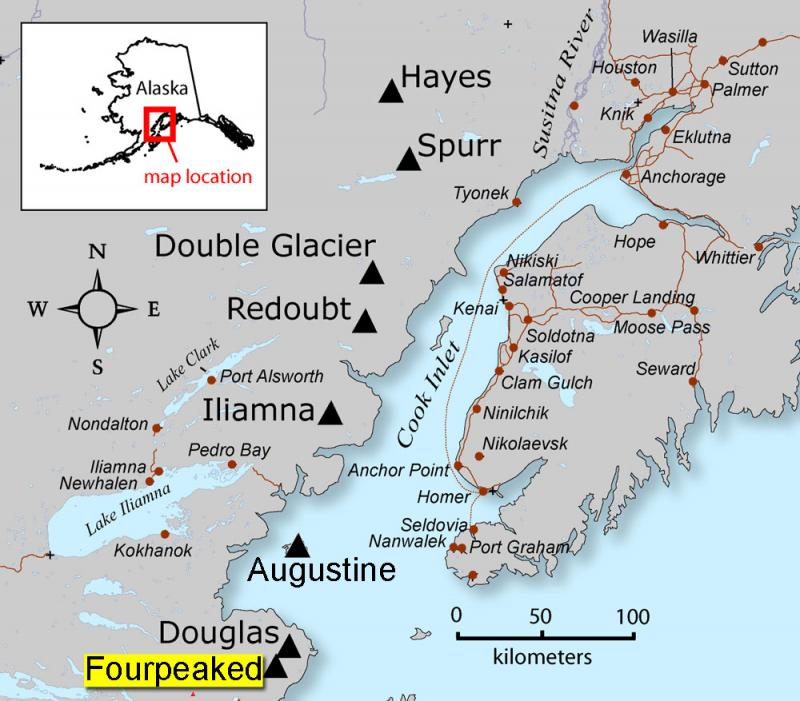
Localización

Glaciar Fourpeaked  es un glaciar que cubre gran parte de la  montaña de Fourpeaked, también conocido como Volcán Fourpeakeden en la región de Alaska,  Estados Unidos, con una elevación  de 0 metros sobre el nivel del mar.  
Fourpeaked glaciar puede tener  terremotos destructivos(en promedio uno cada 50 años).
El paisaje está casi completamente cubierto por la nieve y el hielo permanente.
- Datos: Q5475845